# 丁德爾國家公園
丁德爾國家公園是蘇丹的國家公園和生物圈保護區，位於首都喀土穆東南約400公里的蘇丹和埃塞俄比亞接壤邊界，佔地約10,000平方公里，橫越森納爾省、加達里夫省和青尼羅省，成立於1935年，1979年加入世界生物圈保留區網絡，是27種大型哺乳類動物、超過160種鳥類和32種魚類的棲息地。